# 片岡俊治
片岡 俊治（かたおか としはる、1983年5月31日 - ）は、日本の吹奏楽作曲家・編曲家。

## 人物・来歴
日本大学芸術学部作曲コースを首席で卒業。同大学大学院修士課程を首席で修了。
作・編曲活動の他、吹奏楽団体の指揮・指導も行っており、自身もサクソフォーン奏者として活動している。
これまでに作曲を大塚由紀夫、鵜崎庚一、峰村澄子、湯浅譲二、指揮法を川本統脩、近藤久敦、堺武弥、サクソフォーンを中村均一に師事。
第78回読売新人演奏会に出演。
第4回 日本管打・吹奏楽学会作曲賞を受賞。

## 主な作品

### 吹奏楽
- On The March　※第9回"響宴"出品作品
- 木曜日の行進曲　※吹奏楽団「木曜組」委嘱作品
- The Opener
- Pierrot March
- 行進曲「Glory」
- 架空の物語のための音楽　※吹奏楽団「木曜組」委嘱作品
- 吹奏楽のためのラプソディ第3番「安曇節の主題による」　※第4回日本管打・吹奏楽学会作曲賞
- 吹奏楽のためのラプソディ第4番「分福茶釜」
- Memento mori ～for Wind Ensemble～

### 室内楽
- 水輪の花（サックス4重奏）
- 火の鳥（弦楽4重奏）
- ぱいかじ（木管5重奏）※Gabby Quintet｢やすし｣委嘱作品
- 追想（金管打8重奏）※ブラスアンサンブル「シノワ」委嘱作品

## 主な編曲作品

### 吹奏楽
- 歌劇「カヴァレリア・ルスティカーナ」より交響的間奏曲
- 愛の挨拶
- アルビノーニのアダージョ

### 室内楽
- 愛の讃歌（サックス5重奏（S,A,A,T,B））

他